# SN 2001hx
SN 2001hx – supernowa odkryta 12 listopada 2001 roku w galaktyce A084924+4402. W momencie odkrycia miała maksymalną jasność 23,60m.